# Glauco Rodrigues Corrêa
Ej att förväxla med den brasilianske målaren Glauco Rodrigues, född samma år.
Glauco Rodrigues Corrêa, född 12 juli 1929 i Porto Alegre, död 1992 i Florianópolis, var en brasiliansk författare och esperantist, verksam i delstaten Santa Catarina.
Rodrigues Corrêa, som föddes 1929 och flyttade till Florianópolis 1950, var ledamot på stol nummer 11 i den skönlitterära akademin Academia Catarinense de Letras fram till 1992. Han var också medgrundare av Santa Catarinas esperantoförening 1981.
Rodrigues Corrêa översatte verk från portugisiska till esperanto, och också Jorge Luis Borges La muerte y la brùjula (Döden och kompassen) från spanska. Hans text “La nova najbaro” (Den nya grannen) är med i esperanto-läroboken Vojaĝo en Esperanto-lando (Resa i Esperantoland) från 2005.